# Turkmeni
Turkmeni su turkijski narod, koji pretežno živi u Turkmenistanu, gdje čini oko 77% stanovništva. Turkmeni su većinom islamske vjeroispovjesti, a govore turkmenskim jezikom, koji spada u tursku skupinu altajskih jezika.
Turkmena ukupno ima oko 5.380.000, od toga u Turkmenistanu 2.975.000, Iranu 1.092.000 i Afganistanu 523.000.
Postoji turkmenska zajednica u Iraku, u gradu Kirkuku, gdje su Turkmeni do pada Sadama Huseina imali većinu. Tu zajednicu i njene političke stranke podržava turska vlada, što je uzrok stalnih napetosti s Kurdima.